# John Tuzo Wilson
John Tuzo Wilson (ur. 24 października 1908 w Ottawie, Ontario, zm. 15 kwietnia 1993 w Toronto, Ontario) – kanadyjski geofizyk, pionier badań w dziedzinie tektoniki płyt, pedagog, profesor University of Toronto, rektor York University (1983–1986).

## Życiorys
Gdy w roku 1926 rozpoczynał studia na Uniwersytecie Toronto nie istniał jeszcze program nauczania geofizyki; utrudnione było nawet połączenie studiów fizyki i geologii. Wilson wybrał więc matematykę i fizykę, a w czasie letnich wakacji brał udział w terenowych zajęciach geologicznych. W roku 1932 uzyskał drugi licencjat w dziedzinie geofizyki po studiach w St John’s College na Uniwersytecie Cambridge. Następnie, w roku 1936, otrzymał stopień doktora na Uniwersytecie Princeton. Po studiach pracował w Geological Survey of Canada, a następnie brał udział w II wojnie światowej. Po wojnie, w roku 1946 został profesorem geofizyki University of Toronto (zastępując swojego profesora, fizyka Lachlina Gilchrista). Prowadzone wówczas badania geofizyczne były związane z odkryciem w Leduc pola naftowego (1947). Wilson kierował opracowywaniem pierwszych map lodowców Kanady; był pionierem stosowania zdjęć lotniczych w kartografii geologicznej; poszukując nieznanych arktycznych wysp dokonał – jako drugi kanadyjczyk – przelotu nad Biegunem Północnym (1946).
W latach 1958–1964 był członkiem National Research Council. Pełnił funkcję przewodniczącego Royal Society of Canada (1972–1973) i American Geophysical Union (1980–1982). Po przejściu na emeryturę w 1974 r. wykładał w University of Toronto jako profesor emeritus; w latach 1983–1986 był rektorem York University oraz dyrektorem Ontario Science Centre (do 1985).

## Tematyka badań i publikacje
Jego najbardziej cenione prace naukowe dotyczyły tektoniki płyt – artykuł A New Class of Faults and their Bearing on Continental Drift (1965; w wolnym przekładzie – „Nowa klasa uskoków i ich wpływ na dryf kontynentów”; zob. uskok transformacyjny) jest uznawana za przełomową w tej dziedzinie. Wśród innych publikacji wymieniane są m.in.:
- A Revolution in Earth Science (1967),
- Continents Adrift and Continents Aground (1977),

oraz książki na temat Chin, które ułatwiły poprawę stosunków tego kraju z krajami zachodnimi:
- One Chinese Moon (1959),
- Year of the New Moons (1961),

## Odznaczenia i nagrody

Cykle superkontynentalne Wilsona

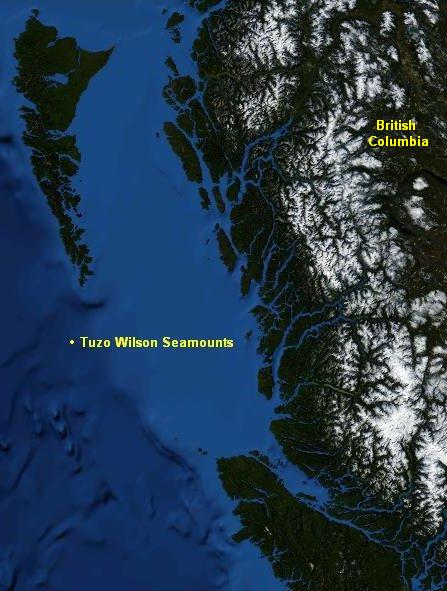
Mapa Tuzo Wilson Seamounts

Upamiętnieniem Johna Tuzo Wilsona jest m.in. nazwanie jego imieniem cyklu superkontynentalnego oraz gór na Antarktydzie i podwodnej góry – wygasłego wulkanu – Tuzo Wilson Seamounts w pobliżu wybrzeża Kolumbii Brytyjskiej. Na jego cześć ustanowiono „J. Tuzo Wilson Medal”, przyznawany kanadyjskim naukowcom za wyjątkowe osiągnięcia w dziedzinie geofizyki. W procesie selekcji kandydatów jest brany pod uwagę poziom badań naukowych lub technicznych, osiągnięcia w zakresie instrumentów badawczych, możliwość zastosowania wyników badań w praktyce oraz osiągnięcia dydaktyczne. Pierwszy Medal otrzymał J. Tuzo Wilson w roku 1978.
John Tuzo Wilson otrzymał również:
- Fellow, Royal Society of Canada, 1968
- Penrose Medal of the Geological Society of America, 1968
- Vetlesan gold medal, 1978
- Walter H. Bucher Medal of the American Geophysical Union, 1968
- Honorary Membership in the Society of Exploration Geophysicists, 1973
- John J. Carty Medal (National Academy of Sciences), 1975
- Vetlesen Prize (Columbia University), 1978
- Wollaston Medal (Geological Society of London), 1978
- Huntsman Award (Bedford Institute of Oceanography), 1981
- Maurice Ewing Medal (Society of Exploration Geophysicists i American Geophysical Union)